# 박한우
박한우(朴漢雨, 1971년~)는 대한민국의 사회과학자이다.